# Pythiques
Les Pythiques sont un recueil d'odes triomphales du poète grec Pindare, célébrant les vainqueurs des jeux pythiques qui se célébraient tous les quatre ans à Delphes en l'honneur d'Apollon.
Le recueil comprend 12 odes célébrant des athlètes, à l'occasion de leurs victoires aux Jeux Pythiques, au Ve siècle av. J.-C. Différentes disciplines sont représentées, ainsi que divers lieux, d'où étaient originaires les athlètes.
Chaque poème est composé de strophes, antistrophes et épodes, avec des mètres divers. La poésie de Pindare fourmille de références mythologiques, en lien avec la cité du vainqueur, ou le vainqueur lui-même.
Le tableau qui suit livre le nom du vainqueur célébré, son origine, et sa discipline.
| Pythique    | Nom du vainqueur   | Origine du vainqueur | Discipline         |
| ----------- | ------------------ | -------------------- | ------------------ |
| Pythique 1  | A Hiéron           | Syracusain           | Course de chars    |
| Pythique 2  | A Hiéron           | Syracusain           | Course de chars    |
| Pythique 3  | A Hiéron           | Syracusain           | Course montée      |
| Pythique 4  | A Archésilas       | Cyrénien             | Course de chars    |
| Pythique 5  | A Archésilas       | Cyrénien             | Course de chars    |
| Pythique 6  | A Xénocrate        | Agrigentin           | Course de chars    |
| Pythique 7  | A Mégaclès         | Athénien             | course de quadrige |
| Pythique 8  | A Aristomène       | Eginète              | Lutte              |
| Pythique 9  | A Télisicrate      | Cyrénien             | course armée       |
| Pythique 10 | A Hippoclès        | Thessalien           | course diaulique   |
| Pythique 11 | Au jeune Thrasydée | Thébain              | course             |
| Pythique 12 | A Midas            | Agrigentin           | Joueur de flûte    |

## Sources
Éditions
- Consulter la liste des éditions des œuvres de cet auteur .
- Texte et traduction des Pythiques de Pindare.
- Pindare, Pythiques, texte établi et traduit par Aimé Puech, Paris, 1922 (8e tirage 2003), Éd. Les Belles Lettres.